# Arthur Oncken Lovejoy
Arthur Oncken Lovejoy (Berlino, 10 ottobre 1873 – Baltimora, 30 dicembre 1962) è stato un filosofo statunitense, di origine tedesca, noto esponente della filosofia americana. Visse prevalentemente negli Stati Uniti dove fondò assieme ad altri sei filosofi americani la corrente del realismo critico. È conosciuto anche come l'autore della concezione della "storia delle idee".

## Vita
Lovejoy nacque a Berlino, figlio di Wallace William Lovejoy, medico statunitense proveniente da Boston che si trovava nella capitale della Germania per motivi di ricerca, e della moglie tedesca Sarah Agnes (nata Oncken), quest'ultima figlia a sua volta di Johann Gerhard Oncken, predicatore battista oggi considerato il padre del battismo dell'Europa continentale. Rimasto orfano a diciotto mesi della madre suicida, Lovejoy fu educato dal padre medico che, successivamente alla morte della moglie, si fece sacerdote. Lovejoy studiò filosofia prima alla University of California, poi a Harvard sotto la guida di William James e Josiah Royce. Nel 1901 si dimise dal suo primo incarico d'insegnante presso la Stanford University, per protestare contro il licenziamento di un collega che aveva offeso un amministratore dell'università. Ne derivò per lui una cattiva fama di piantagrane tanto che il rettore di Harvard non volle assumerlo come professore.
Insegnò filosofia presso la Johns Hopkins University dal 1910 al 1938 e fu direttore del Journal of the History of Ideas organo del club di storia delle idee da lui fondato nel 1923.
Lovejoy si impegnò pubblicamente anche nell'attività politica. Collaborò alla fondazione dell'American Association of University Professors (Associazione americana dei docenti universitari) e della sezione del Maryland nella American Civil Liberties Union.
Ritenendo che le libertà civili potessero essere minacciate da sistemi politici antiamericani, nel periodo del maccartismo scrisse nel Journal of Philosophy del 14 febbraio 1952 che l'appartenenza al partito comunista significava aderire ad una organizzazione internazionale contraria alla "libertà di indagine, di opinione e di insegnamento" e che quindi bisognasse escludere i sostenitori del comunismo da cariche accademiche.

## Il pensiero

### La storia delle idee
L'opera fondativa del suo pensiero è l'impegnativo studio del 1936 The Great Chain of Being: A Study of the History of an Idea dove viene ricostruita in maniera dettagliata l'evoluzione storico-culturale del concetto di "Grande Catena dell'Essere", analizzandone la sua articolazione concettuale nel corso dei secoli.

Il primo capitolo del volume di Lovejoy presenta un'ampia introduzione al significato ed ai metodi della "storia delle idee" definendola come 
 È più specifica poiché non descrive il pensiero complessivo dei singoli filosofi ma punta a rintracciare la storia di queste idee nella storia della filosofia, in quella letteraria, scientifica, nella storia delle religioni, delle arti, in quella politica e sociale.
Lovejoy non definisce cosa si debba intendere per idea: egli parla di «primarie unità dinamiche, persistenti o ricorrenti» nella storia della filosofia ma anche di «abiti mentali e presupposti impliciti» rintracciabili nel pensiero di singoli autori o in correnti culturali come ad esempio la convinzione degli illuministi che la caratteristica della semplicità sia di per sé un valore di verità oppure di «una singola proposizione o principio espressamente enunciato dai più eminenti fra gli antichi filosofi» ma anche de «le manifestazioni specifiche di idee-unità nel pensiero collettivo di ampi gruppi di persone, e non solo nelle dottrine di un piccolo gruppo di profondi pensatori o di scrittori eminenti.»

Nel 1960 Lovejoy amplia il campo del significato di idee indicando come tali: 
L'ipotesi di partenza di Lovejoy era che fosse possibile individuare i costituenti di base delle "idee" ("Unità-Idea", o "concetti individuali"), i cui continui riarrangiamenti, permutazioni e riorganizzazioni strutturali potevano quindi generare evolutivamente tutti i "sistemi di idee" esistenti. Le varie forme e combinazioni possibili caratterizzavano così le varie fasi e momenti storico-culturali.
Ispirandosi, in senso lato, a questo approccio, i principali storici delle idee del Novecento hanno proposto analisi storico-culturali particolarmente acute ed esaustive di vari temi: ad esempio, Isaiah Berlin per la storia del concetto di "libertà", e Michel Foucault per la storia del concetto di "follia".

### Il realismo temporalistico
Nei suoi saggi sulla storia delle idee  Lovejoy introduce una sua originale forma di realismo che egli definisce "realismo temporalistico" volendo distinguerlo sia dall'idealismo che dal neorealismo. Il termine "temporale" adottato per definire questo realismo, vuole significare che, secondo questo autore, avviene quello che egli chiama una "biforcazione dell'esperienza" nell'apprensione del reale, tale che tutto ciò che riguarda il mentale e l'extramentale viene escluso dalla nostra esperienza che si limita invece a ciò che è caratterizzato dalla temporalità. In questo modo Lovejoy reintroduce il dualismo aderendo al realismo critico oppositore dell'idea che gli oggetti di conoscenza potessero essere immediatamente presenti nella coscienza. Il realismo critico infatti si opponeva a questa gnoseologia "presenzialista", di matrice idealista, obiettando che non gli oggetti, ma solo gli strumenti del conoscere sono presenti nella coscienza.
Pensare che l'oggetto conosciuto appaia immediatamente come presente nella coscienza comporta infatti la confusione del dato conoscitivo con quello cosciente. Essere coscienti di un'allucinazione o di un sogno non vuol dire averne conoscenza, la quale è invece un processo mediato, costituito da passaggi successivi e collegati, mirante a stabilire i dati essenziali delle percezioni o dei fenomeni psichici. Solo così si può distinguere la verità dall'errore, riferendosi cioè al dualismo tra "essenze" e "cose o stati mentali": mentre queste ultime si configurano in una dimensione spazio-temporale, le essenze sono il risultato di un'intuizione che nasce in una sorta di "autotrascendenza", dopo una serie di percezioni del reale. La verità sarà allora quella che si presenta quando si è in grado di attribuire un'essenza a un dato reale.

## Opere principali
- La rivolta contro il dualismo (1930)
- La grande catena dell'essere (1936)
- Un mondo in divenire (1945)